# Xã McMillan, Quận Luce, Michigan
Xã McMillan (tiếng Anh: McMillan Township) là một xã thuộc quận Luce, tiểu bang Michigan, Hoa Kỳ. Năm 2010, dân số của xã này là 2.692 người.